# Unisonic
Unisonic je německá powermetalová hudební skupina založená v roce 2009. Jejími členy se stali, známý zpěvák kapely Helloween Michael Kiske a Dennisem Wardem a Kostou Zafiriou ze skupin Mandy Meyer a Pink Cream 69. V roce 2011 se k nim připojil zakladatel Gamma Ray a spoluzakladatel Helloween Kai Hansen. V této sestavě debutovali v roce 2012 extended playem Ignition, po kterém následně bylo vydáno první studiové album Unisonic. Druhá studiová deska Light of Dawn vyšla v roce 2014. Na červen 2017 je plánováno koncertní album Live in Wacken.
Třetí studiové album je plánováno až po skončení připravovaného výročního turné skupiny Helloween, kterého se jakožto bývalí členové této kapely zúčastní také Kiske s Hansenem. Turné by mělo probíhat v letech 2017 a 2018. Na novém albu by se měl představit nový bubeník, který nahradí Zafirioua, jenž v Unisonic od září 2016 působí ze zdravotních důvodů pouze jako manažer.

## Sestava
- Michael Kiske – zpěv
- Mandy Meyer – kytara
- Dennis Ward – basová kytara
- Kai Hansen – kytara

Bývalí členové
- Kosta Zafiriou – bicí, perskuse

## Diskografie
- Unisonic (2012)
- Light of Dawn (2014)

Koncertní alba
- Live in Wacken (2017)

EP
- Ignition (2012)
- For the Kingdom (2014)